# .an
.an – krajowa domena internetowa najwyższego poziomu przypisana dla stron internetowych z Bonaire, Curaçao, Saby, Sint Eustatius i Sint Maarten była aktywna od 1993 roku i administrowana przez Uniwersytet Antyli Holenderskich.

## Wygaśnięcie
Z dniem 30 grudnia 2010 nie jest w użyciu. Spowodowane jest to likwidacją terytorium autonomicznego Antyli Holenderskich. 31 grudnia 2013 domeny zaczęły być usuwane, a 31 października 2014 domena została całkowicie usunięta z głównych serwerów DNS.